# Annelie
Annelie è un film del 1941 diretto da Josef von Báky.

## Produzione
Il film venne prodotto dall'Universum Film (UFA). Venne girato a Königsberg, nella Prussia Orientale.

## Distribuzione
Distribuito dall'Universum Film (UFA), il film uscì in Germania 9 settembre 1941.

## Premi e riconoscimenti
- 9ª Mostra internazionale d'arte cinematografica di Venezia - miglior interpretazione femminile (Luise Ullrich)